# 대한민국 민법 제1054조
대한민국 민법 제1054조는 재산목록제시와 상황보고에 대한 대한민국 민법 조문이다.

## 조문
제1054조 (재산목록제시와 상황보고): 관리인은 상속채권자나 유증받은 자의 청구가 있는 때에는 언제든지 상속재산의 목록을 제시하고 그 상황을 보고하여야 한다.

## 판례
- 서울고등법원 2021. 5. 14. 선고 2021나2000648 판결
- 서울중앙지방법원 2020. 12. 2. 선고 2019가합544272 판결
- 서울중앙지방법원 2015. 10. 16. 선고 2014가합508509 판결